# Serie A 2017-2018 (rugby a 15)
La serie A 2017-18 fu l'84º campionato di seconda divisione di rugby a 15 in Italia.
Si tenne dal 1º ottobre 2017 al 27 maggio 2018 tra 24 squadre ripartite in prima fase su 4 gironi geografici e in seconda fase su due poule di merito con play-off finali per la promozione.
In previsione dell'ampliamento della serie A successiva a 30 squadre, non furono previste retrocessioni mentre parimenti, stante l'estensione della prima divisione a 12 squadre (con conseguente cambio di nome in TOP12), da tale campionato non retrocesse nessuno, ma al contrario vi accedettero sia la squadra campione d'Italia di serie A che la finalista sconfitta.
A raggiungere la finale furono esordienti assolute in tale gara, i padovani del Valsugana e il Verona; fu quest'ultima squadra ad aggiudicarsi il titolo di campione d'Italia battendo il Valsugana 20-14 nella finale a Reggio Emilia.
Per entrambe le squadre si trattò del debutto assoluto in massima divisione.

## Squadre partecipanti

### Girone 1
| Club             | Sponsor              | Città            | Impianto interno   |
| ---------------- | -------------------- | ---------------- | ------------------ |
| Accademia FIR    |                      | Parma            | Stadio Lanfranchi  |
| CUS Genova       |                      | Genova           | Stadio Carlini     |
| CUS Torino       |                      | Grugliasco       | C.S. Albonico      |
| Lyons            | Sitav (meccanica)    | Piacenza         | Stadio Beltrametti |
| Pro Recco        |                      | Recco            | Stadio Androne     |
| VII Rugby Torino | BEFeD (ristorazione) | Settimo Torinese | Stadio comunale    |

### Girone 2
| Club         | Sponsor | Città     | Impianto interno        |
| ------------ | ------- | --------- | ----------------------- |
| Brescia      |         | Brescia   | Stadio Invernici        |
| Colorno      |         | Colorno   | Stadio Maini            |
| Rugby Milano |         | Milano    | C.S. Curioni            |
| Parabiago    |         | Parabiago | C.S. Venegoni-Marazzini |
| Noceto       |         | Noceto    | Stadio Capra            |
| Verona       |         | Verona    | C.S. Gavagnin-Nocini    |

### Girone 3
| Club         | Sponsor | Città                | Impianto interno        |
| ------------ | ------- | -------------------- | ----------------------- |
| Petrarca A   |         | Padova               | C.S. Geremia            |
| Tarvisium    |         | Treviso              | Campo San Paolo         |
| Udine        |         | Udine                | Stadio Gerli            |
| Valpolicella |         | S. Pietro in Cariano | Campo sportivo comunale |
| Valsugana    |         | Padova               | C.S. Altichiero         |
| Vicenza      |         | Vicenza              | Rugby Arena             |

### Girone 4
| Club            | Sponsor                    | Città     | Impianto interno         |
| --------------- | -------------------------- | --------- | ------------------------ |
| L’Aquila        | Eni                        | L'Aquila  | Stadio Fattori           |
| Benevento       | Ottopagine (editoria)      | Benevento | Stadio Pacevecchia       |
| CUS Perugia     | Barton (telecomunicazioni) | Perugia   | Pian di Massiano         |
| Gran Sasso      |                            | L'Aquila  | Centro sportivo comunale |
| Cavalieri Union | Estra (multiservizi)       | Prato     | Stadio Chersoni          |
| Primavera       |                            | Roma      | C.S. Giulio Onesti       |

## Formula
Il campionato si svolse in due fasi a gironi e una a play-off ma, rispetto alle edizioni precedenti, pur mantenendo sostanzialmente lo stesso schema, con alcune variazioni dovute al blocco delle retrocessioni nei due campionati maggiori:
- Prima fase a gironi. Le 24 squadre furono ripartite in 4 gironi da 6 squadre ciascuno secondo criteri di prossimità geografica. In tale fase le squadre si incontrarono, in ogni girone, con la formula all'italiana in partita di andata e ritorno. Come novità, anche la squadra federale dell'Accademia F.I.R. di Parma poté concorrere alla promozione in categoria superiore[3].
- Seconda fase a gironi. Furono istituite due pool: le migliori tre classificate di ogni girone andarono a formare la pool promozione, le ultime tre la poool di seconda fase; entrambe le poule furono suddivise in due gironi da sei squadre ciascuno.
  - Pool promozione: la pool 1 fu composta dalle prime tre classificate dei gironi 1 e 4, la pool 2 dalle prime tre classificate dei gironi 2 e 3.
  - Pool seconda fase: la pool 1 fu composta dalle ultime tre classificate dei gironi 1 e 4, la pool 2 dalle ultime tre classificate dei gironi 2 e 3. Nessuna delle squadre di tale pool retrocedette
- Fase a play-off. Le prime due classificate dei gironi A e B della poule promozione accedettero ai play-off promozione: in semifinale la prima classificata di ciascuno dei due gironi incontrò in gara doppia la seconda del girone opposto, con gara di andata in casa della squadra seconda classificata. Fatto salvo che entrambe le semifinaliste vincenti furono promosse nel TOP12 2018-19, esse disputarono comunque la finale per il titolo di campione d'Italia di serie A[3].

## Prima fase

### Girone 1
| 1-10-2017  | 1ª/6ª giornata          | 5-11-2017  |
| ---------- | ----------------------- | ---------- |
| 55-20      | CUS Genova — CUS Torino | 24-17      |
| 28-5       | Lyons — Pro Recco       | 24-3       |
| 29-26      | VII Torino-Accademia    | 25-24      |
|            |                         |            |
| 22-10-2017 | 4ª/9ª giornata          | 17-12-2017 |
| 28-11      | CUS Genova — VII Torino | 26-15      |
| 10-23      | CUS Torino — Pro Recco  | 16-38      |
| 47-10      | Lyons — Accademia       | 20-10      |

| 8-10-2017  | 2ª/7ª giornata         | 3-12-2017 |
| ---------- | ---------------------- | --------- |
| 21-34      | Accademia — CUS Genova | 29-27     |
| 26-45      | CUS Torino — Lyons     | 10-60     |
| 26-30      | Pro Recco — VII Torino | 26-11     |
|            |                        |           |
| 29-10-2017 | 5ª/10ª giornata        | 14-1-2018 |
| 29-12      | Accademia — CUS Torino | 52-10     |
| 13-13      | Pro Recco — CUS Genova | 19-20     |
| 5-55       | VII Torino — Lyons     | 5-43      |

| 15-10-2016 | 3ª/8ª giornata          | 10-12-2016 |
| ---------- | ----------------------- | ---------- |
| 34-19      | Lyons — CUS Genova      | 12-16      |
| 13-20      | Pro Recco — Accademia   | 22-15      |
| 10-31      | VII Torino — CUS Torino | 12-24      |

#### Classifica
|  |    | Squadra          | G  | V | N | P | PF  | PS  | P±   | B | Pt |
|  | -- | ---------------- | -- | - | - | - | --- | --- | ---- | - | -- |
|  | 1. | Lyons            | 10 | 9 | 0 | 1 | 368 | 109 | 259  | 9 | 45 |
|  | 2. | CUS Genova       | 10 | 7 | 1 | 2 | 262 | 191 | 71   | 6 | 36 |
|  | 3. | Accademia FIR    | 10 | 4 | 0 | 6 | 236 | 239 | −3   | 8 | 24 |
|  | 4. | Pro Recco        | 10 | 4 | 1 | 5 | 188 | 187 | 1    | 5 | 23 |
|  | 5. | VII Rugby Torino | 10 | 3 | 0 | 7 | 153 | 309 | −156 | 1 | 13 |
|  | 6. | CUS Torino       | 10 | 2 | 0 | 8 | 176 | 348 | −172 | 3 | 11 |

### Girone 2
| 1-10-2017  | 1ª/6ª giornata      | 5-11-2017  |
| ---------- | ------------------- | ---------- |
| 44-10      | Colorno — Parabiago | 34-10      |
| 8-27       | Milano — Noceto     | 13-26      |
| 47-22      | Verona — Brescia    | 41-15      |
|            |                     |            |
| 22/10/2017 | 4ª/9ª giornata      | 17/12/2017 |
| 24-46      | Milano — Colorno    | 10-67      |
| 18-10      | Noceto — Brescia    | 19-17      |
| 35-3       | Verona — Parabiago  | 29-26      |

| 8-10-2017  | 2ª/7ª giornata     | 3-12-2017 |
| ---------- | ------------------ | --------- |
| 14-22      | Brescia — Colorno  | 5-38      |
| 13-29      | Noceto — Verona    | 17-42     |
| 35-12      | Parabiago — Milano | 50-26     |
|            |                    |           |
| 29-10-2017 | 5ª/10ª giornata    | 14-1-2018 |
| 49-31      | Brescia — Milano   | 19-24     |
| 22-14      | Colorno — Verona   | 18-20     |
| 20-32      | Parabiago — Noceto | 43-10     |

| 15-10-2017 | 1ª/6ª giornata      | 10-12-2017 |
| ---------- | ------------------- | ---------- |
| 23-33      | Brescia — Parabiago | 15-40      |
| 32-29      | Colorno — Noceto    | 8-14       |
| 21-35      | Milano — Verona     | 0-76       |

#### Classifica
|  |    | Squadra      | G  | V | N | P | PF  | PS  | P±   | B | Pen | Pt |
|  | -- | ------------ | -- | - | - | - | --- | --- | ---- | - | --- | -- |
|  | 1. | Verona       | 10 | 9 | 0 | 1 | 368 | 157 | 211  | 8 | 0   | 44 |
|  | 2. | Colorno      | 10 | 8 | 0 | 2 | 331 | 150 | 181  | 9 | 0   | 41 |
|  | 3. | Noceto       | 10 | 6 | 0 | 4 | 205 | 222 | −17  | 4 | 0   | 28 |
|  | 4. | Parabiago    | 10 | 5 | 0 | 5 | 270 | 260 | 10   | 6 | 0   | 26 |
|  | 5. | Rugby Milano | 10 | 1 | 0 | 9 | 169 | 430 | −261 | 3 | 0   | 7  |
|  | 6. | Brescia      | 10 | 1 | 0 | 9 | 189 | 313 | −124 | 3 | 4   | 3  |

### Girone 3
| 1/10/2017  | 1ª/6ª giornata           | 5/11/2017  |
| ---------- | ------------------------ | ---------- |
| 8-14       | Petrarca — Udine         | 36-6       |
| 25-17      | Tarvisium — Valpolicella | 0-18       |
| 9-50       | Vicenza — Valsugana      | 7-25       |
|            |                          |            |
| 22/10/2017 | 4ª/9ª giornata           | 17/12/2017 |
| 17-27      | Vicenza — Petrarca       | 23-27      |
| 24-24      | Tarvisium — Udine        | 33-20      |
| 54-0       | Valsugana — Valpolicella | 24-24      |

| 8/10/2017  | 2ª/7ª giornata          | 3/12/2017 |
| ---------- | ----------------------- | --------- |
| 34-21      | Valpolicella — Petrarca | 12-36     |
| 53-9       | Valsugana — Tarvisium   | 36-18     |
| 11-13      | Udine — Vicenza         | 0-20      |
|            |                         |           |
| 29/10/2017 | 5ª/10ª giornata         | 14/1/2018 |
| 22-16      | Petrarca — Tarvisium    | 0-29      |
| 17-13      | Valpolicella — Vicenza  | 10-31     |
| 20-46      | Udine — Valsugana       | 12-50     |

| 15/10/2017 | 1ª/6ª giornata       | 10/12/2017 |
| ---------- | -------------------- | ---------- |
| 0-31       | Petrarca — Valsugana | 5-10       |
| 20-33      | Tarvisium — Vicenza  | 16-18      |
| 28-38      | Udine — Valpolicella | 19-34      |

#### Classifica
|  |    | Squadra      | G  | V | N | P | PF  | PS  | P±   | B | Pen | Pt |
|  | -- | ------------ | -- | - | - | - | --- | --- | ---- | - | --- | -- |
|  | 1. | Valsugana    | 10 | 9 | 1 | 0 | 379 | 104 | 275  | 8 | 0   | 46 |
|  | 2. | Petrarca A   | 10 | 5 | 0 | 5 | 182 | 192 | −10  | 7 | 0   | 27 |
|  | 3. | Valpolicella | 10 | 5 | 1 | 4 | 204 | 251 | −47  | 4 | 0   | 26 |
|  | 4. | Vicenza      | 10 | 5 | 0 | 5 | 184 | 203 | −19  | 5 | 0   | 25 |
|  | 5. | Tarvisium    | 10 | 3 | 1 | 6 | 190 | 241 | −51  | 4 | 0   | 18 |
|  | 6. | Udine        | 10 | 1 | 1 | 8 | 154 | 302 | −148 | 2 | 4   | 4  |

### Girone 4
| 1/10/2017  | 1ª/6ª giornata          | 5/11/2017  |
| ---------- | ----------------------- | ---------- |
| 0-20       | L'Aquila — Prato Sesto  | 12-17      |
| 19-24      | Benevento — Gran Sasso  | 38-18      |
| 27-32      | Perugia — Primavera     | 13-12      |
|            |                         |            |
| 22/10/2017 | 4ª/9ª giornata          | 17/12/2017 |
| 24-18      | Benevento — Prato Sesto | 20-56      |
| 21-22      | Perugia — L'Aquila      | 3-23       |
| 22-5       | Primavera — Gran Sasso  | 18-20      |

| 8/10/2017  | 2ª/7ª giornata          | 3/12/2017 |
| ---------- | ----------------------- | --------- |
| 20-27      | Gran Sasso — L'Aquila   | 18-34     |
| 7-52       | Primavera — Benevento   | 14-20     |
| 13-18      | Prato Sesto — Perugia   | 36-10     |
|            |                         |           |
| 29/10/2017 | 5ª/10ª giornata         | 14/1/2018 |
| 56-3       | L'Aquila — Benevento    | 20-26     |
| 17-6       | Gran Sasso — Perugia    | 13-24     |
| 30-18      | Prato Sesto — Primavera | 31-29     |

| 15/10/2017 | 1ª/6ª giornata           | 10/12/2017 |
| ---------- | ------------------------ | ---------- |
| 15-14      | L'Aquila — Primavera     | 15-7       |
| 21-12      | Perugia — Benevento      | 14-53      |
| 35-22      | Prato Sesto — Gran Sasso | 24-12      |

#### Classifica
|  |    | Squadra         | G  | V | N | P | PF  | PS  | P±  | B | Pen | Pt |
|  | -- | --------------- | -- | - | - | - | --- | --- | --- | - | --- | -- |
|  | 1. | Cavalieri Union | 10 | 8 | 0 | 2 | 280 | 165 | 115 | 7 | 0   | 39 |
|  | 2. | L’Aquila        | 10 | 7 | 0 | 3 | 223 | 149 | 74  | 8 | 4   | 32 |
|  | 3. | Benevento       | 10 | 6 | 0 | 4 | 267 | 248 | 19  | 7 | 0   | 31 |
|  | 4. | CUS Perugia     | 10 | 4 | 0 | 6 | 157 | 232 | −75 | 2 | 0   | 18 |
|  | 5. | Primavera       | 10 | 2 | 0 | 8 | 273 | 228 | 45  | 8 | 0   | 16 |
|  | 6. | Gran Sasso      | 10 | 3 | 0 | 7 | 169 | 247 | −78 | 1 | 0   | 13 |

## Seconda fase

### Pool promozione 1
| 21/1/2018 | 1ª/6ª giornata         | 25/3/2018 |
| --------- | ---------------------- | --------- |
| 52-0      | L'Aquila — Benevento   | 25-21     |
| 40-5      | CUS Genova — Accademia | 39-19     |
| 7-31      | Prato Sesto — Lyons    | 6-67      |
|           |                        |           |
| 4/3/2018  | 4ª/9ª giornata         | 22/4/2018 |
| 21-17     | CUS Genova — Lyons     | 13-40     |
| 22-10     | Benevento — Accademia  | 20-59     |
| 25-27     | L'Aquila — Prato Sesto | 32-12     |

| 28/1/2018 | 2ª/7ª giornata           | 8/4/2018  |
| --------- | ------------------------ | --------- |
| 14-43     | Benevento — CUS Genova   | 8-50      |
| 21-13     | Lyons — L'Aquila         | 34-0      |
| 17-9      | Accademia — Prato Sesto  | 35-30     |
|           |                          |           |
| 18/3/2018 | 5ª/10ª giornata          | 29/4/2018 |
| 14-32     | Prato Sesto — CUS Genova | 12-29     |
| 21-15     | Accademia — L'Aquila     | 36-20     |
| 50-7      | Lyons — Benevento        | 61-8      |

| 18/2/2018 | 1ª/6ª giornata          | 15/4/2018 |
| --------- | ----------------------- | --------- |
| 41-5      | CUS Genova — L'Aquila   | 47-26     |
| 10-31     | Accademia — Lyons       | 24-33     |
| 31-7      | Prato Sesto — Benevento | 22-24     |

#### Classifica
|  |    | Squadra         | G  | V | N | P | PF  | PS  | P±   | B | Pt |
|  | -- | --------------- | -- | - | - | - | --- | --- | ---- | - | -- |
|  | 1. | Lyons           | 10 | 9 | 0 | 1 | 385 | 109 | 276  | 9 | 45 |
|  | 2. | CUS Genova      | 10 | 9 | 0 | 1 | 355 | 160 | 195  | 8 | 44 |
|  | 3. | Accademia FIR   | 10 | 5 | 0 | 5 | 236 | 259 | −23  | 4 | 24 |
|  | 4. | L’Aquila        | 10 | 3 | 0 | 7 | 213 | 260 | −47  | 2 | 14 |
|  | 5. | Cavalieri Union | 10 | 2 | 0 | 8 | 170 | 299 | −129 | 3 | 11 |
|  | 6. | Benevento       | 10 | 2 | 0 | 8 | 131 | 403 | −272 | 1 | 9  |

### Pool promozione 2
| 21/1/2018 | 1ª/6ª giornata           | 25/3/2018 |
| --------- | ------------------------ | --------- |
| 0-10      | Noceto — Valsugana       | 10-45     |
| 18-15     | Verona — Colorno         | 35-8      |
| 41-21     | Petrarca — Valpolicella  | 3-17      |
|           |                          |           |
| 4/3/2018  | 4ª/9ª giornata           | 22/4/2018 |
| 10-17     | Noceto — Colorno         | 7-33      |
| 22-0      | Verona — Petrarca        | 45-11     |
| 36-3      | Valsugana — Valpolicella | 40-14     |

| 28/1/2018 | 2ª/7ª giornata        | 8/4/2018  |
| --------- | --------------------- | --------- |
| 31-15     | Valpolicella — Noceto | 10-38     |
| 14-20     | Valsugana — Verona    | 21-15     |
| 32-19     | Colorno — Petrarca    | 38-7      |
|           |                       |           |
| 18/3/2018 | 5ª/10ª giornata       | 29/4/2018 |
| 13-22     | Petrarca — Noceto     | 30-21     |
| 6-37      | Valpolicella — Verona | 31-52     |
| 13-16     | Colorno — Valsugana   | 33-34     |

| 18/2/2018 | 1ª/6ª giornata         | 15/4/2018 |
| --------- | ---------------------- | --------- |
| 26-20     | Noceto — Verona        | 10-42     |
| 38-10     | Colorno — Valpolicella | 31-27     |
| 5-19      | Petrarca — Valsugana   | 27-42     |

#### Classifica
|  |    | Squadra      | G  | V | N | P | PF  | PS  | P±   | B | Pt |
|  | -- | ------------ | -- | - | - | - | --- | --- | ---- | - | -- |
|  | 1. | Valsugana    | 10 | 9 | 0 | 1 | 277 | 140 | 137  | 6 | 42 |
|  | 2. | Verona       | 10 | 8 | 0 | 2 | 306 | 142 | 164  | 8 | 40 |
|  | 3. | Colorno      | 10 | 6 | 0 | 4 | 258 | 183 | 75   | 9 | 33 |
|  | 4. | Noceto       | 10 | 3 | 0 | 7 | 159 | 251 | −92  | 3 | 15 |
|  | 5. | Valpolicella | 10 | 2 | 0 | 8 | 170 | 331 | −161 | 4 | 12 |
|  | 6. | Petrarca A   | 10 | 2 | 0 | 8 | 156 | 279 | −123 | 3 | 11 |

### Pool seconda fase 1
| 21/1/2018 | 1ª/6ª giornata          | 25/3/2018 |
| --------- | ----------------------- | --------- |
| 24-15     | Pro Recco — Primavera   | 24-14     |
| 33-20     | VII Torino — CUS Torino | 10-11     |
| 26-20     | Perugia — Gran Sasso    | 37-15     |
|           |                         |           |
| 4/3/2018  | 4ª/9ª giornata          | 22/4/2018 |
| 13-10     | Primavera — Gran Sasso  | 32-17     |
| 13-15     | CUS Torino — Pro Recco  | 8-29      |
| 24-17     | VII Torino — Perugia    | 10-32     |

| 28/1/2018 | 2ª/7ª giornata          | 8/4/2018  |
| --------- | ----------------------- | --------- |
| 10-17     | Primavera — VII Torino  | 10-10     |
| 45-7      | CUS Torino — Perugia    | 18-15     |
| 14-24     | Gran Sasso — Pro Recco  | 20-52     |
|           |                         |           |
| 18/3/2018 | 5ª/10ª giornata         | 29/4/2018 |
| 15-32     | Gran Sasso — VII Torino | 19-52     |
| 36-24     | CUS Torino — Primavera  | 37-27     |
| 12-7      | Perugia — Pro Recco     | 19-50     |

| 18/2/2018 | 1ª/6ª giornata          | 15/4/2018 |
| --------- | ----------------------- | --------- |
| 13-26     | Gran Sasso — CUS Torino | 21-44     |
| 5-16      | Perugia — Primavera     | 21-13     |
| 20-17     | VII Torino — Pro Recco  | 0-45      |

#### Classifica
|  |    | Squadra          | G  | V | N | P  | PF  | PS  | P±   | B | Pt |
|  | -- | ---------------- | -- | - | - | -- | --- | --- | ---- | - | -- |
|  | 1. | Pro Recco        | 10 | 8 | 0 | 2  | 287 | 135 | 152  | 7 | 39 |
|  | 2. | CUS Torino       | 10 | 7 | 0 | 3  | 258 | 194 | 64   | 7 | 35 |
|  | 3. | VII Rugby Torino | 10 | 6 | 1 | 3  | 208 | 196 | 12   | 4 | 30 |
|  | 4. | CUS Perugia      | 10 | 5 | 0 | 5  | 191 | 218 | −27  | 5 | 25 |
|  | 5. | Primavera        | 10 | 3 | 1 | 6  | 174 | 201 | −27  | 3 | 17 |
|  | 6. | Gran Sasso       | 10 | 0 | 0 | 10 | 164 | 338 | −174 | 2 | 2  |

### Pool seconda fase 2
| 21/1/2018 | 1ª/6ª giornata      | 25/3/2018 |
| --------- | ------------------- | --------- |
| 31-39     | Milano — Parabiago  | 18-39     |
| 15-28     | Udine — Tarvisium   | 14-16     |
| 22-17     | Brescia — Vicenza   | 32-30     |
|           |                     |           |
| 4/3/2018  | 4ª/9ª giornata      | 22/4/2018 |
| 27-29     | Brescia — Milano    | 17-16     |
| 7-13      | Vicenza — Tarvisium | 23-28     |
| 56-12     | Udine — Parabiago   | 31-54     |

| 28/1/2018 | 2ª/7ª giornata      | 8/4/2018  |
| --------- | ------------------- | --------- |
| 56-12     | Tarvisium — Milano  | 10-11     |
| 36-19     | Vicenza — Udine     | 20-10     |
| 17-20     | Parabiago — Brescia | 24-27     |
|           |                     |           |
| 18/3/2018 | 5ª/10ª giornata     | 29/4/2018 |
| 31-35     | Milano — Udine      | 25-27     |
| 18-16     | Parabiago — Vicenza | 60-19     |
| 26-30     | Tarvisium — Brescia | 0-22      |

| 18/2/2018 | 1ª/6ª giornata        | 15/4/2018 |
| --------- | --------------------- | --------- |
| 25-32     | Milano — Vicenza      | 12-32     |
| 20-19     | Brescia — Udine       | 21-16     |
| 17-3      | Tarvisium — Parabiago | 19-27     |

#### Classifica
|  |    | Squadra      | G  | V | N | P | PF  | PS  | P±   | B | Pt |
|  | -- | ------------ | -- | - | - | - | --- | --- | ---- | - | -- |
|  | 1. | Brescia      | 10 | 9 | 0 | 1 | 238 | 194 | 44   | 5 | 41 |
|  | 2. | Parabiago    | 10 | 6 | 0 | 4 | 293 | 254 | 39   | 7 | 31 |
|  | 3. | Tarvisium    | 10 | 6 | 0 | 4 | 213 | 164 | 49   | 5 | 29 |
|  | 4. | Vicenza      | 10 | 4 | 0 | 6 | 232 | 239 | −7   | 9 | 25 |
|  | 5. | Udine        | 10 | 3 | 0 | 7 | 242 | 263 | −21  | 7 | 19 |
|  | 6. | Rugby Milano | 10 | 2 | 0 | 8 | 210 | 314 | −104 | 9 | 17 |

## Fase aplay-off
|  | Semifinali | Semifinali | Semifinali | Semifinali | Semifinali |  |  | Finale    | Finale    | Finale |  |
|  |            |            |            |            |            |  |  |           |           |        |  |
|  | Lyons      | Lyons      | 23         | 3          | 26         |  |  |           |           |        |  |
|  | Verona     | Verona     | 17         | 13         | 30         |  |  | Verona    | Verona    | 20     |  |
|  | Valsugana  | Valsugana  | 17         | 22         | 39         |  |  | Valsugana | Valsugana | 14     |  |
|  | CUS Genova | CUS Genova | 25         | 13         | 38         |  |  |           |           |        |  |

### Semifinali
| Verona 6 maggio 2018, ore 15:30 UTC+2 Semifinale A andata | Verona | 17 – 23 | Lyons | Campo Parona |

| Genova 6 maggio 2018, ore 15:30 UTC+2 Semifinale B andata | CUS Genova | 25 – 17 | Valsugana | Stadio Giacomo Carlini |

| Piacenza 13 maggio 2018, ore 15:30 UTC+2 Semifinale A ritorno | Lyons | 3 – 13 | Verona | Stadio Walter Beltrametti |

| Padova 13 maggio 2018, ore 15:30 UTC+2 Semifinale B ritorno | Valsugana | 22 – 13 | CUS Genova | Campo Sportivo Altichiero |

### Finale
| Arbitro: | Passacantando (L'Aquila) |

|                                   |      |                          |
| Ferraresi 58’ Alberto Rossi 80+3’ | mt   | 30’ Quintieri 47’ Artuso |
| Benetti 58’, 80+3’                | tr   | 30’, 47’ McKinney        |
|                                   | c.p. | 5’, 39’ McKinney         |

## Verdetti
- Verona: Campione d'Italia Serie A, promossa in TOP12 2018-19
- Valsugana: promossa in TOP12 2018-19